# Edie Ceccarelli
Edie Ceccarelli   (Willits, 5 de febrer de 1908 - Willits, 22 de febrer de 2024) va ser una supercentenària estatunidenca i la persona viva més gran del seu país.
Va néixer el 5 de febrer de 1908 a Willits, essent la primera de set fills dels immigrants italians Agostino i Maria Recagno. El seu pare tenia una botiga i després una estació de servei a Willits. Es va graduar a la Willits Union High School el 1927. El 17 de novembre de 1933, es va casar amb Elmer «Brick» Keenan i es va traslladar amb ell el 1934 a Santa Rosa, on el seu marit treballava per al Partit Demòcrata local com a responsable de premsa. La parella es va traslladar a Willits definitivament el 1971. El seu marit va morir el 1984. Es va tornar a casar el 1986 amb Charles Ceccarelli, que va morir el 1990. Edith Ceccarelli va viure de manera independent a casa seva fins als 107 anys, després dels quals es va traslladar a una residència de jubilats.
Després de la mort de Bessie Hendricks el 3 de gener de 2023, es va convertir en la resident més gran dels EUA i la quarta persona viva verificada més longeva del món segons el Grup de Recerca de Gerontologia.